# Dietleb
Dietleb (auch: Dietlieb; Diethlieb; Dethleb; tschechisch: Dětleb; * 1122, † 4. November 1181) war Bischof von Olmütz.

## Leben
Dietleb soll ein Sohn des mährischen Herzogs Otto II. gewesen sein. Dietlebs Mutter Sophia war eine Schwester von Richinza, der Gattin des böhmischen Herzogs Vladislav I. Sophias und Richinzas Vater war der Württemberger Graf Heinrich von Berg.
Nach dem Tode des Olmützer Bischofs Johannes IV. nominierte König Vladislav II. Dietleb zu dessen Nachfolger. Die Bischofsweihe soll 1174 durch den Mainzer Metropoliten erfolgt sein.
Aus Dietlebs Amtszeit ist bekannt, dass er 1176 in Olmütz für die Kathedrale und die St.-Mauritius-Kirche jeweils eine tägliche Frühmesse zu Ehren der Mutter Gottes gestiftet hat. In einem Streit zwischen Herzog Konrad von Znaim und Herzog Soběslav II. soll er zwischen den beiden eine Versöhnung herbeigeführt haben. Zwischen 1174 und 1180 erscheint Dietleb öfter in Urkunden der Herzöge Soběslav II. und Friedrich als Zeuge.